# Église Saint-Gabriel de Stapari
Pour les articles homonymes, voir Église Saint-Gabriel.
L'église Saint-Gabriel de Stapari (en serbe cyrillique : Црква Вазнесења Христовог у Штављу ; en serbe latin : Crkva Vaznesenja Hristovog u Štavlju) est une église orthodoxe serbe située à Stapari, sur le territoire de la ville d'Užice et dans le district de Zlatibor, en Serbie. Elle est inscrite sur la liste des monuments culturels protégés de la république de Serbie (identifiant no SK 527)

## Présentation

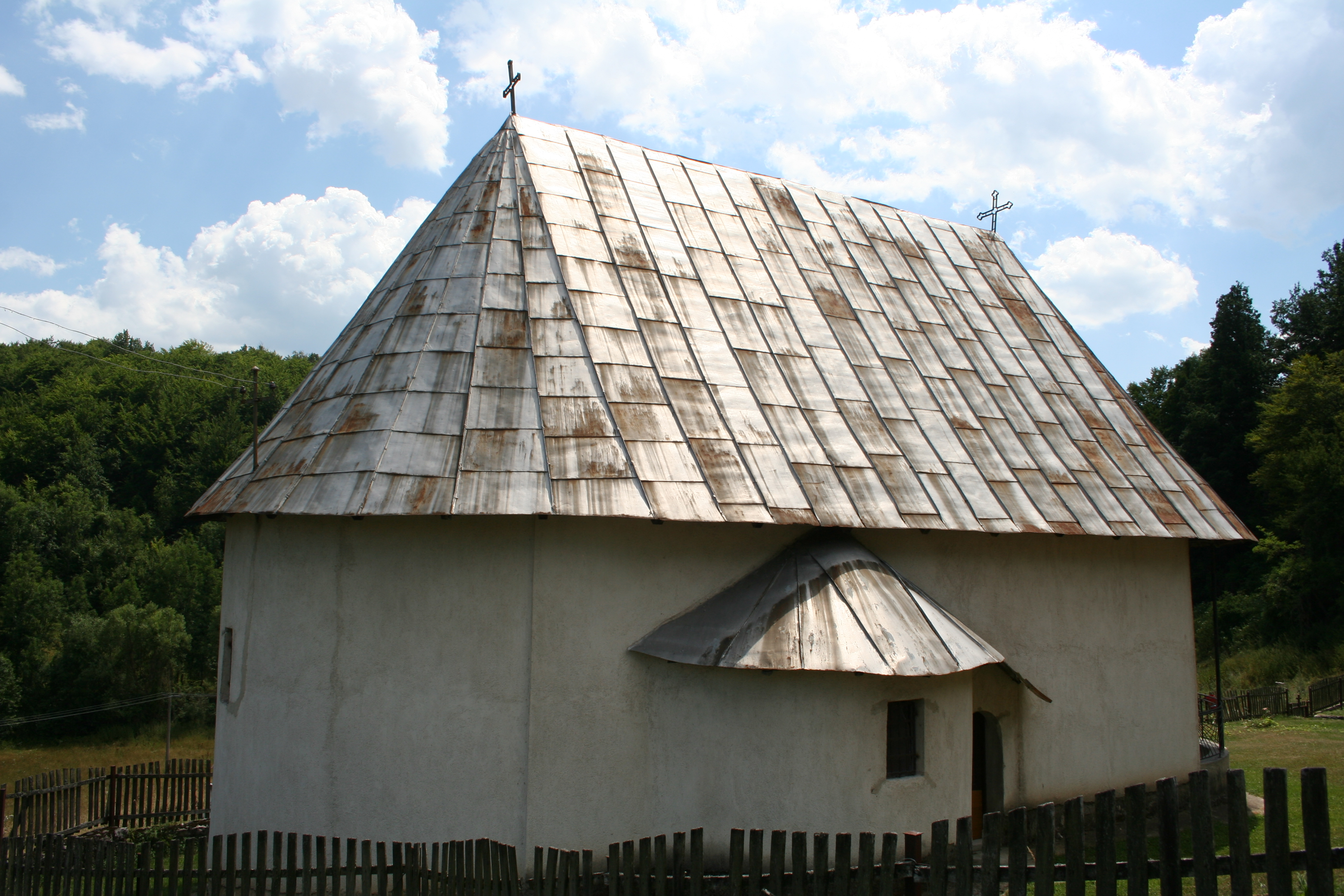
Autre vue de l'église.

L'église de Stapari, dédiée à l'Archange saint Gabriel, a été construite en 1821. Cependant, les sites officiels de l'Institut pour la protection du patrimoine de la république de Serbie et de l'Institut pour la protection du patrimoine de Kraljevo dédient l'église à l'archange saint Michel, et la datent de 1820. L'écrivain et dramaturge Joakim Vujić (1772-1847), dans son livre Voyages en Serbie (en serbe : Putešestvije po Serbiji) a visité Stapari en 1826 et indique que l'église du village a été construite en 1820, grâce au prince Jovan Mićić et au prince Sredoje Arsenijević. L'auteur souligne en particulier que, sur le site de la nouvelle église, il y avait une « vieille église » que les Turcs ont incendiée et complètement détruite, probablement pendant la révolte de la Krajina de Koča (1788). Elle était construite en pierre concassée et en blocs de chaux, ce qui était très rare à l'époque.
L'église actuelle se termine à l'est par une large abside demi-circulaire, et, à l'ouest, elle est précédée par un narthex en forme de porche ouvert.
À l'intérieur, la zone supérieure des murs est ornée de fresques, qui ont probablement été peintes de 1851 à 1862 par Milija Maksimović et Dimitrije Posniković, un peintre de Sremski Karlovci.
Pendant le premier règne du prince Miloš Obrenović (1817-1839), cette église était l'un des rares lieux de culte dans cette partie de la nahija d'Užice.

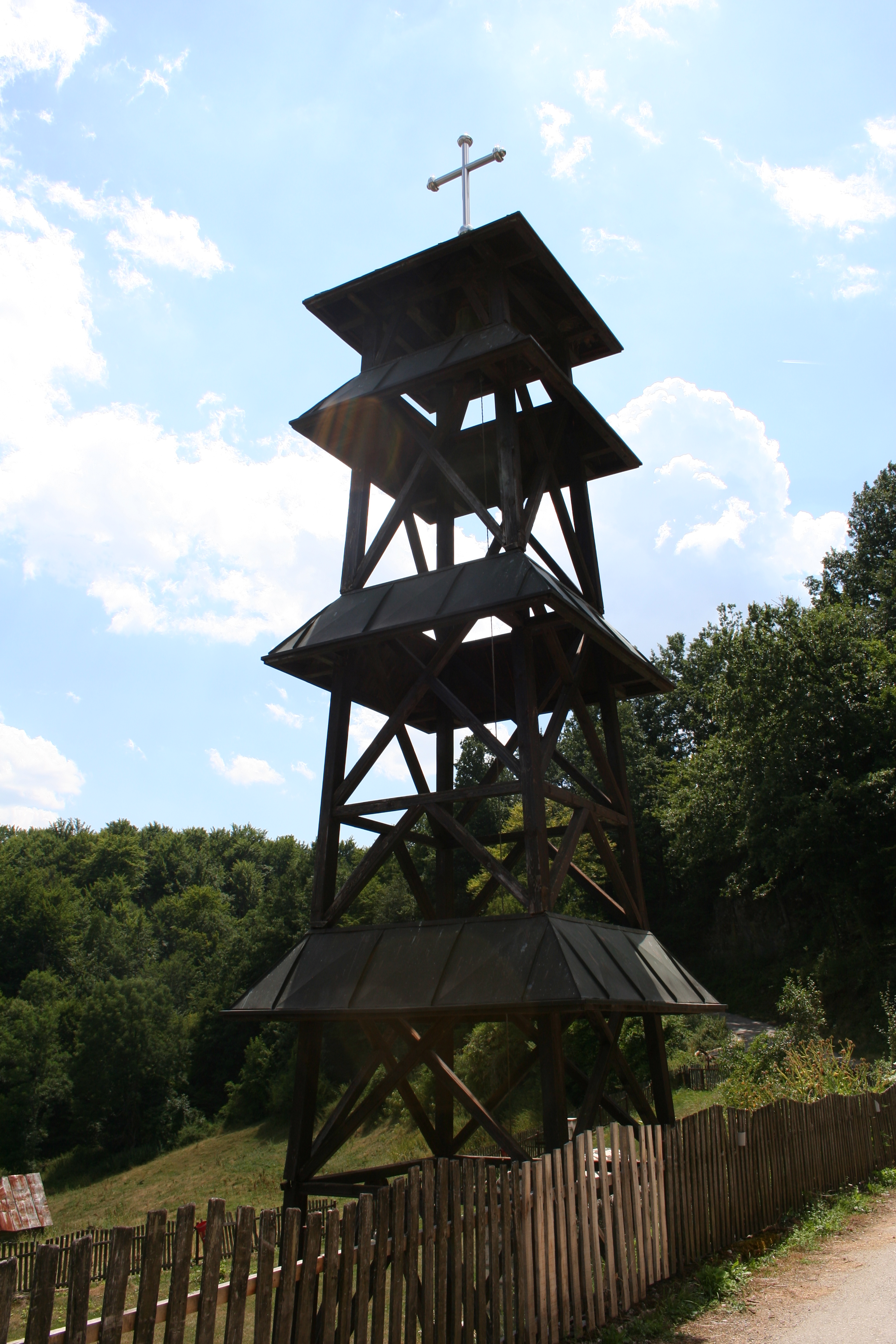
Le clocher de l'église.